# Bayerisches Landesprüfungsamt für Sozialversicherung
Das Bayerische Landesprüfungsamt für Sozialversicherung (LPrA) ist eine Landesoberbehörde mit Sitz in München. Das Amt ist in dem Ministeriumsgebäude des Bayerischen Staatsministeriums für Gesundheit und Pflege im Münchner Stadtbezirk Haidhausen untergebracht. Das Ministerium ist gleichzeitig Aufsichtsbehörde des Bayerischen Landesprüfungsamts für Sozialversicherung.
Aufgabe der Behörde ist die Überprüfung der Geschäfts-, Rechnungs- und Betriebsführung aller landesunmittelbaren Sozialversicherungsträger (Träger der gesetzlichen Kranken-, Renten- und Unfallversicherung, der landwirtschaftlichen Sozialversicherung) sowie der Kassenärztlichen Vereinigung Bayerns und der Kassenzahnärztlichen Vereinigung Bayerns.

## Rechtsgrundlage
Rechtsgrundlage ist § 274 SGB V. Die für die Sozialversicherung zuständigen obersten Verwaltungsbehörden der Länder haben mindestens alle fünf Jahre zu prüfen. Die Prüfung hat sich auf den gesamten Geschäftsbetrieb zu erstrecken; sie umfasst die Prüfung seiner Gesetzmäßigkeit und Wirtschaftlichkeit. Die Krankenkassen, die Verbände und Arbeitsgemeinschaften der Krankenkassen und die Kassenärztlichen Vereinigungen haben auf Verlangen alle Unterlagen vorzulegen und alle Auskünfte zu erteilen, die zur Durchführung der Prüfung erforderlich sind.
Die Kosten des Landesprüfungsamts werden nach einer 1960 erlassenen Verwaltungsregelung zu 70 % von den Sozialversicherungsträgern und zu 30 % vom Freistaat Bayern getragen. Mit den Aufgaben sind 1 Abteilungsleiter (zu 50 %), 3 Referatsleiter, 27 Prüfungsbeamte und 6 sonstige Bedienstete betraut. 2004 betrugen die Personal- und Sachkosten 2,8 Mio. €.